# Hermann Glander
Hermann Glander (* 20. September 1902 in Stettin; † 13. März 1994 in Schwerin) war ein deutscher Journalist und Schriftsteller.

## Leben
Hermann Glander wurde 1902 in Stettin geboren. Nach einer kaufmännischen Lehre war er als Angestellter in verschiedenen Betrieben der Industrie und des Handels tätig, bis er 1924 Mitarbeiter der sozialdemokratischen Zeitschrift Stettiner Volksbote wurde. Seine hier erworbenen Kenntnisse machten ihn zum Autor von Kunstrezensionen und -kritiken. Seine Gewerkschaftsarbeit und politische Aktivität brachte ihn wegen „Vorbereitung zum Hochverrat“ von 1935 bis 1939 in das Zuchthaus Gollnow. Von 1943 bis 1945 wurde er zum Bewährungsbataillon 999 eingezogen und kam 1946 aus amerikanischer und französischer Gefangenschaft zurück.
Ab 1946 war er zunächst in Greifswald Redakteur der Regionalausgabe der Landes-Zeitung, wechselte aber 1948 nach Schwerin, um als Lektor und Verlagsmitarbeiter am Petermänken-Verlag tätig zu werden. Diese Funktionen übte er aus bis zur Schließung des Verlages im Jahre 1964. Daneben war er von 1953 bis 1977 Herausgeber des Bildkalenders „Land am Meer“ und von 1955 bis 1972 Redakteur der Zeitschrift Glaube und Hoffnung. Zahlreiche Beiträge erschienen aus seiner Hand unter anderem in den Neuen mecklenburgischen Monatsheften und in Land und Leute. Glander war Mitglied des Kulturbundes.
Hermann Glander schrieb 1963 gemeinsam mit Erich Venzmer und Gerhard Vetter (Fotos) das Buch „Ahrenshoop“, die erste, noch heute häufig zitierte Monografie über die Geschichte dieses an der Ostsee gelegenen Künstlerortes. Weitere Bücher zu diesem Thema sollten folgen, ebenso wie Aufsätze für den „Norddeutschen Leuchtturm“, die Wochenendbeilage der Norddeutschen Zeitung. Hermann Glander starb 1994 in seinem 92. Lebensjahr.

## Werke (Auswahl)
- Das heitere Buch: Scherz, Humor, Satire gestern u. heute. (Ill. von Herbert Bartholomäus), Petermänken, Schwerin 1955, DNB 451555392
- Ahrenshoop (mit Erich Venzmer, Fotos von Gerhard Vetter), Petermänken, Schwerin 1963, DNB 451555376
- Ahrenshoop. Maler entdecken ein Dorf. (Fotos von Gerhard Vetter), Wähmann, Schwerin 1967, DNB 790290146
- Ahrenshoop. Wustrow, Dierhagen. Bodden, Meer und Bäder. Wähmann, Schwerin 1968, DNB 790440113
- Theodor Fontane: Apotheker und Schriftsteller. (Nachwort von Gustav Erdmann), Berlin 1969, DNB 1017335044
- Land zwischen Meer und Bodden - Fischland, Darß, Zingst und Boddenküste. (Fotos von Klaus-Jürgen Hofer), Brockhaus, Leipzig 1980, DNB 800473604